# 다이얼 112를 돌려라
다이얼 112를 돌려라는 한국에서 제작된 이만희 감독의 1962년 영화이다. 최무룡 등이 주연으로 출연하였고 최관두 등이 제작에 참여하였다.

## 출연

### 주연
- 최무룡
- 문정숙
- 박노식

## 제작진
- 조명: 장기종
- 미술: 박석인